# エステムプランニング
株式会社 エステムプランニングは、日本の不動産会社。
マンション経営、投資マンションなどの物件を賃貸管理。
グループ会社の販売物件のほか他社物件も取り扱う。

## 概要
- 商号 ： 株式会社エステムプランニング
- 設立 ： 平成10年9月
- 資本金 ： 5,000万円
- 代表取締役 ： 山下賢治朗
- 事務所 ： 大阪府大阪市中央区備後町2-6-8サンライズビル12F

- 免許番号

宅建業免許番号　国土交通大臣(2)第6022号
建築工事業 大阪府知事許可（特─17）第115284号
一級建築士事務所 大阪府知事登録（ロ）第18693号
- 加盟団体

社団法人全日本不動産協会
社団法人不動産保証協会
近畿圏不動産流通機構
日本賃貸住宅管理業協会

## 事業内容
1. ビル・マンションの賃貸管理業（オーナー代行）
2. 不動産の販売代理・一般仲介
3. 建物のリフォーム及びインテリア販売
4. モデルルーム建設及びコーディネート
5. 駐車場管理代行業
6. 保険代理業

## 会社沿革
- 平成10年9月： 株式会社エステムプランニング設立（資本金1,000万円）。大阪府知事免許取得。
- 平成11年9月： 資本金3000万に増資
- 平成12年1月： 事務所を大阪府大阪市中央区備後町2-6-8へ事務所移転
- 平成12年1月： 京都支店開設に伴い大臣免許取得
- 平成12年9月： 資本金5000万に増資

## 広告・メディア
- 大阪市中央区の道頓堀に架かる戎橋横にネオン広告
グリコランナーが描かれているネオンの隣
- 女優の高島礼子をCMに起用:CMへのリンク[リンク切れ]

## グループ会社
- 日商エステム
- エステム住宅販売
- 東京日商エステム
- エステムプランニング
- エステム管理サービス
- リブラブ